# Palm Valley (Teksas)
Palm Valley je grad u američkoj saveznoj državi Teksas. Prema popisu stanovništva iz 2010. u njemu je živjelo 1.304 stanovnika.